# Chapelle Saint-Lié de Ville-Dommange
La chapelle Saint-Lié est un édifice située à Ville-Dommange, en France.

## Localisation
L'église est située dans le département français de la Marne, légèrement à l'écart, en hauteur de la commune de Ville-Dommange.

## Historique
L'église date du XIIIe siècle remaniée au XVIe siècle, elle est dédiée à Lié de Micy.  Elle est entourée d'un cimetière et son point de vue a été utilisé pour l'édification d'un observatoire à l'ouest de Reims, il fut protégé par deux blockhaus.
Au XIVe siècle, Jean de Varennes y vécut en "ermite" avec sa mère et sa recette de chanoine de la cathédrale de Reims. Homme de grande culture, il était devenu un proche du pape Clément VII où il vivait en sa cour à Avignon. À la mort du pape, il revenait en sa ville de naissance et était appelé par certains le saint homme de Saint-Lié mais le pouvoir épiscopal et royal avaient un autre point de vue, le 30 mai 1396 le pouvoir royal l'arrêtait et il finissait sa vie en la prison Saint-Maur.

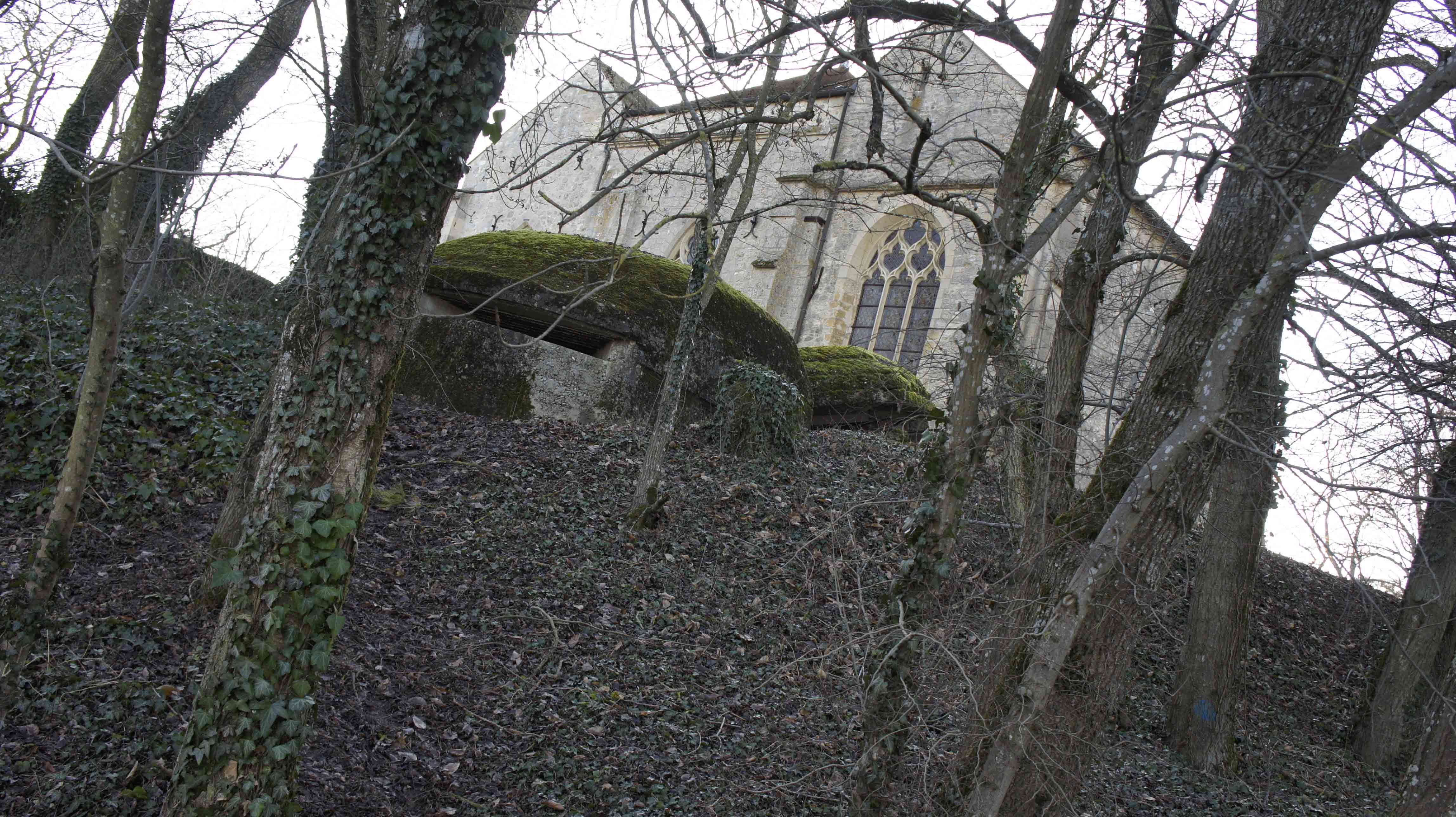
Au premier plan le blockhaus devant la chapelle,
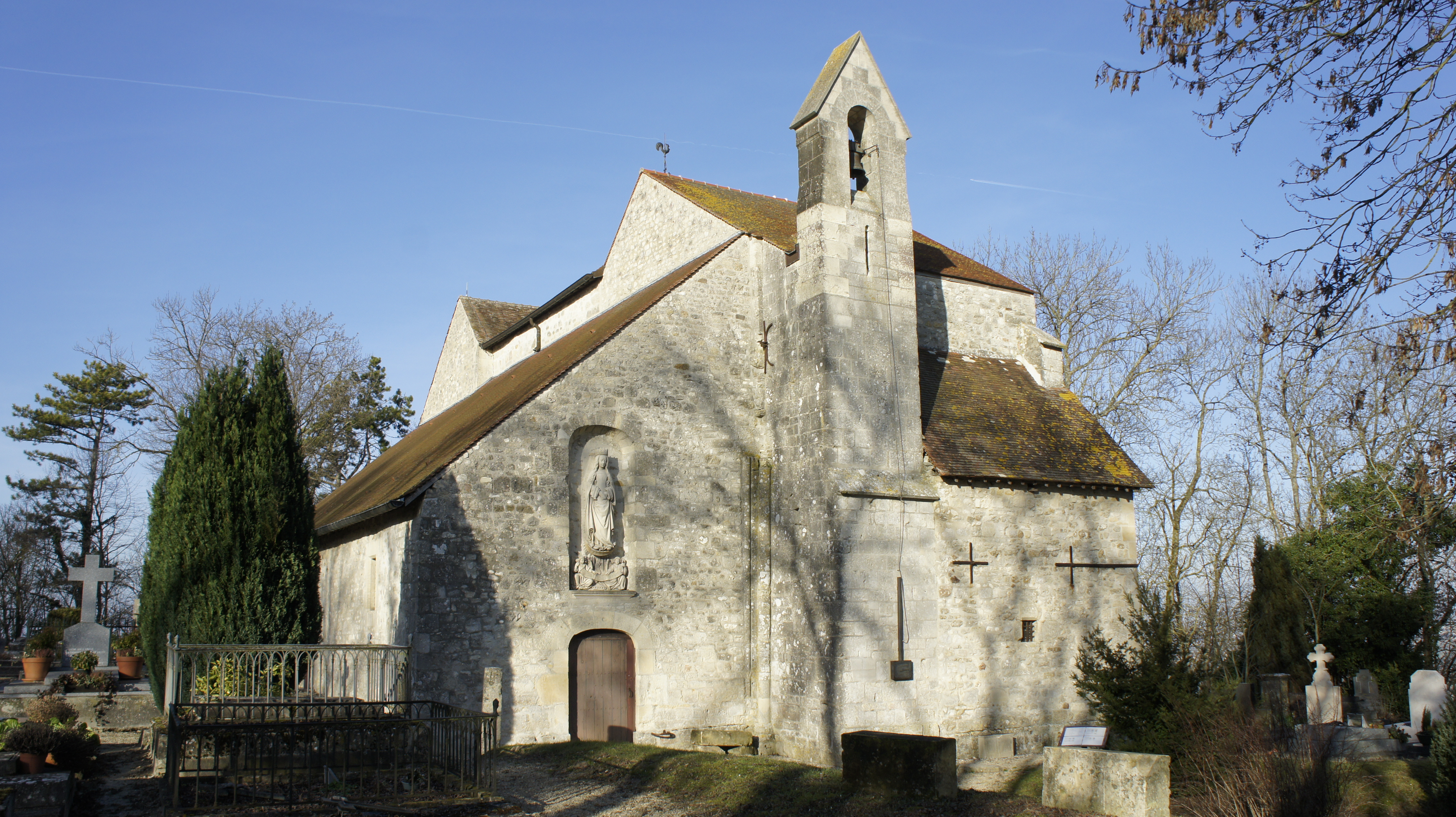
le portail occidental.

En 1918, lors de l'offensive Ludendorf, deux blockhaus protégeaient le point d’observation que représentait la chapelle, les Allemands la bombardèrent intensément. La chapelle fut à cette occasion grandement endommagée. Lors de la Seconde Guerre mondiale, la Luftwaffe y avait installé un poste d'observation qui renseignait la BA 112.
L'édifice et les deux blockhaus font l’objet d’un classement au titre des monuments historiques depuis le 30 janvier 1922.